# Yakult Honsha
Yakult Honsha Company, Limited (株式会社ヤクルト本社 Kabushiki-gaisha Yakuruto Honsha) là một công ti Nhật Bản được thành lập năm 1955, chuyên sản xuất và phân phối sữa chua Yakult, sản phẩm sử dụng chủng lợi khuẩn do Shirota Minoru phát hiện trong thập niên 1920. Yakult Honsha còn là một tập đoàn đa quốc gia kinh doanh một số sản phẩm khác, cũng như sở hữu đội bóng chày Tokyo Yakult Swallows. Công ti còn xúc tiến những giá trị được báo Financial Times mô tả là "triết lí độc đáo của 'chủ nghĩa Shirota'":  quan niệm duy trì kinh doanh sản phẩm với giá cả phải chăng, và sức khỏe đường ruột có vai trò quan trọng trong kéo dài tuổi thọ.

## Lịch sử

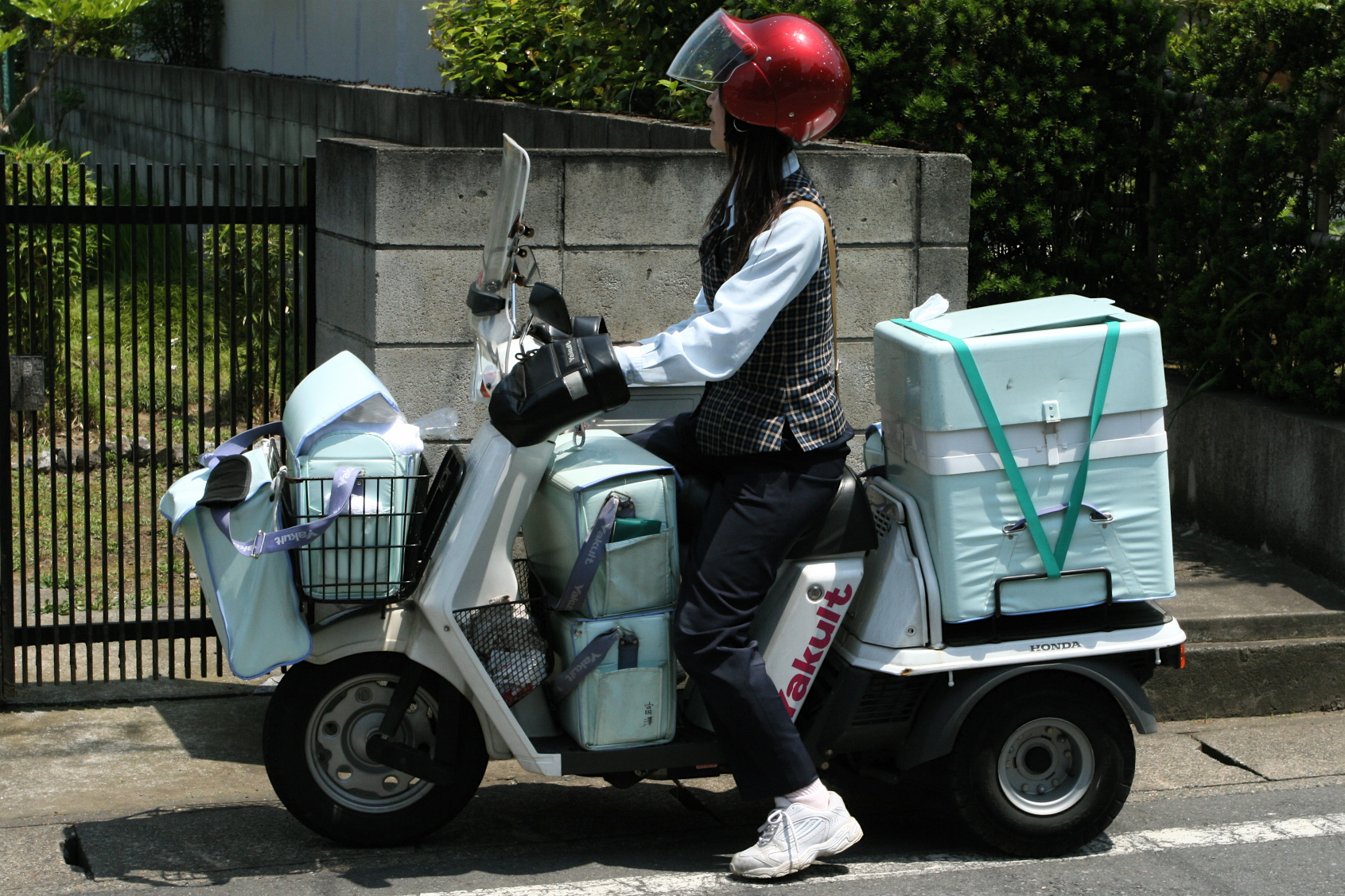
Một cô rao Yakult ở Nhật Bản

Từ năm 1963, Yakult đã tuyển dụng những nữ nhân viên được gọi là "các cô Yakult" (ヤクルトレディー; Yakuruto redī ) hay "các dì Yakult" (ヤクルトおばさん; Yakuruto obasan ) để giao bán sản phẩm cho khách hàng tại nhà khi di chuyển bằng xe đạp hoặc xe máy. Sáng kiến này nhằm mục đích tận dụng phụ nữ Nhật Bản trong lực lượng lao động và chiếm tới 60% tổng doanh số bán Yakult đóng chai. Tuy nhiên, số lượng nữ nhân viên rao Yakult ở Nhật Bản đã giảm từ 65.700 vào năm 1973 xuống còn 42.500 vào năm 2009. 
Vào đầu những năm 1980, Carlos Kasuga, một người gốc México sinh ra tại Nhật trong thập niên 1930, đã thành lập Yakult Mexico.  
Năm 1998, công ty đã thu hút sự chú ý của quốc tế vì khoản lỗ trên thị trường phái sinh, tổng cộng là 813 triệu đô la Mỹ.  Năm 2000, tờ Japan Times đưa tin rằng Yakult Honsha hàng năm đã trả tiền cho một tổ chức tội phạm để không bị chũng phá rối các cuộc họp cổ đông, bằng cách che giấu số tiền này dưới dạng thanh toán cho một công ty quảng cáo. 
Yakult cũng thành lập một công ty con tại Hoa Kỳ và một nhà máy sản xuất tại Fountain Valley, California tại Hoa Kỳ vào năm 2010. Nhà máy trên bắt đầu sản xuất vào năm 2014.   
Yakult được sản xuất và bán tại Ấn Độ theo liên doanh 50:50 với tập đoàn Danone từ Pháp.  Trong hơn một thập kỷ, Danone sở hữu 21 phần trăm cổ phần của Yakult Honsha, nhưng vào năm 2018, Danone tuyên bố sẽ giảm cổ phần nắm giữ tại Yakult xuống còn 7 phần trăm, trong khi vẫn là cổ đông lớn nhất của Yakult Honsha. 
Yakult Honsha thành lập công ti con và nhà máy sản xuất tại Việt Nam vào ngày 26/06/2006, với tổng vốn đầu tư trên 400 tỉ đồng, và bắt đầu kinh doanh vào tháng 08 năm 2007.